# Jean-Marie Dedecker
Pour les articles homonymes, voir Dedecker.
Jean-Marie L. Dedecker, né à Nieuport le 13 juin 1952, est une personnalité politique belge flamande, député fédéral et président et fondateur de la LDD (Libertair, Direct, Democratisch, autrefois Lijst Dedecker). Il est également ancien entraîneur de l'équipe nationale belge de judo. Élu député européen, il adhère au groupe des conservateurs et des réformateurs européens.

## Biographie

### Carrière sportive
Jean-Marie Dedecker a été entraîneur fédéral de la Ligue belge de judo de 1981 à 2000. Il a notamment été entraîneur personnel d'Ingrid Berghmans et d'Ulla Werbrouck. Il a été élu « entraîneur de l'année » en 1994 et 1996 et a reçu un « Oscar du sport » en 1996.
Il a également été administrateur du Comité olympique et interfédéral belge (COIB) de 1996 à 2000.

### Carrière politique

#### 1999-2006: l'«électron libre» du VLD
Ancien électeur du Parti socialiste, Jean-Marie Dedecker entre en politique au sein du VLD en 1999. Aux élections fédérales de 1999, il est élu sénateur avec 52 492 voix de préférences. Il est réélu en 2003 avec 65.105 voix. En 2000, il figure en 39e position sur la liste VLD aux élections communales à Ostende et entre au conseil communal avec 1.795 voix de préférences, soit plus que la tête de liste.
En 2002, il parvient à faire entrer un journaliste de la chaîne de télévision VTM dans la cellule de Marc Dutroux. Autorisé à visiter la prison de par sa qualité de sénateur, Dedecker présente le journaliste, qui ne subit pas de vérification d'identité, comme son chauffeur. Moins de 4 ans après la tentative d'évasion de Dutroux, cette affaire provoque un scandale et met Dedecker en porte-à-faux avec le ministre de la Justice Marc Verwilghen, également membre du VLD. Dedecker se voit infliger un blâme et une suspension de ses fonctions de 3 mois par la commission statutaire du VLD,.
En 2004, Jean-Marie Dedecker est élu au Parlement flamand, puis élu sénateur de Communautés par ce dernier. Il devient président de la Commission des Finances et des Affaires économiques du Sénat, jusqu'en octobre 2006,.
En décembre 2004, il se présente à la présidence du VLD contre Bart Somers. Ce dernier est élu avec 50,5 % des voix tandis que Dedecker en obtient 38,5 %.
Au début de l'année 2006, il publie Rechts voor de raap, qui rencontre un succès important. Ce livre marque la distance croissante entre Dedecker et le VLD. Il y critique notamment le cordon sanitaire, un an après l'exclusion d'Hugo Coveliers du parti pour des propos similaires,. Aux élections communales, Dedecker figure en dernière position sur la liste VLD à Ostende, qui obtient 16,07 % des suffrages. Il est élu au conseil communal en recueillant 2950 voix de préférences, le meilleur score de la liste VLD.

#### L'exclusion du VLD
À la suite du scrutin communal, Dedecker fait part de désaccords avec la tête de liste VLD Bart Tommelein, et critique Johan Vande Lanotte, chef de file du sp.a à Ostende. Ces prises de position motivent le lancement par le bureau du VLD d'une procédure disciplinaire, qui aboutit à son exclusion en octobre.
Il se rapproche rapidement de Hugo Coveliers, mais renonce à le rejoindre dans son nouveau parti, VLOTT, qui s'allie avec le Vlaams Belang. Il exclut également d'intégrer le VB, s'estimant « trop et avant tout libéral ».
En novembre 2006, Jean-Marie Dedecker rejoint la N-VA. Le  CD&V, partenaire de cartel de la N-VA, refuse cependant de faire liste commune avec Dedecker et menace de rompre l'accord qui les lie. La N-VA choisit de privilégier son alliance avec le parti chrétien-démocrate et retire de ses listes électorales Dedecker, qui quitte le parti.

#### La Lijst Dedecker
Le 19 janvier 2007, Jean-Marie Dedecker lance son propre parti, Lijst Dedecker, avec pour slogan le « bon sens » (Gezond verstand). La première échéance électorale de cette nouvelle formation est un succès. La Liste Dedecker obtient 5 sièges à la chambre et un siège au sénat lors des élections législatives fédérales de 2007. Jean-Marie Dedecker est élu député fédéral avec Ulla Werbrouck dans la circonscription de Flandre-Occidentale, où la liste obtient son meilleur score, à 11,25 %.
En octobre 2008, après la rupture du cartel CD&V-N-VA et dans un contexte de crise financière, Jean-Marie Dedecker devient la personnalité politique la plus populaire en Flandre d'après le baromètre trimestriel La Libre Belgique/RTL-TVI, tandis que la Lijst Dedecker dépasse le Vlaams Belang dans les intentions de vote.

#### Alliance avec la N-VA
Aux élections de 2019, il se présente comme candidat indépendant sur la liste de la N-VA à la chambre. Il est élu député.
Aux élections de 2024, il se présente comme tête de liste N-VA pour la province de Flandre-Occidentale et est élu député,.

## Positionnement politique
Jean-Marie Dedecker est souvent qualifié « d'ultralibéral », et de populiste, terme qu'il revendique. Il milite pour une Belgique confédérale, composée de deux États autonomes. Jean-Marie Dedecker se revendique républicain et anti-royaliste.
En mai 2010, il signe un livre sur les controverses sur le réchauffement climatique dans lequel il met en doute le facteur humain dans le réchauffement climatique, estimant que la terre se réchauffe depuis le XIXe siècle et que l'homme n'y est pour rien.

## Publications
- Hoofddoek of blinddoek ?, Halewyck, Uitgeverij Van, 2009,  (ISBN 9056179314)
- De aarde warmt op en de geesten verhitten, Halewyck, Uitgeverij Van, 2010,  (ISBN 9461310064)